# Mariscal Nieto
Mariscal Nieto é uma província do Peru na região de Moquegua com capital em Moquegua. Tem 8 672 quilômetros quadrados. Segundo censo de 2017, havia 85 349 habitantes. Divide-se em seis distritos: Carumas, Cuchumbaya, Moquegua, Samegua, San Cristobal e Torata.